# Mait Malmsten
Mait Malmsten, född 6 september 1972 i Viljandi, Estland, estnisk skådespelare.

## Filmografi (urval)
- 2005 - Malev
- 2008 - Detsembrikuumus